# ギャレット・ゴメス
ギャレット・キース・ゴメス（Garrett Keith Gomez、1972年1月1日 - 2016年12月14日）は、元騎手。アメリカ合衆国・アリゾナ州出身で、カリフォルニア州アーケイディア在住であった。父のルイ・ゴメスはアメリカ南西部地区を拠点としていた元騎手、家族は妻と4人の娘がいる。身長152.4センチメートル。体重51.7キログラム。

## 経歴
1972年、アリゾナ州ツーソンに生まれ、高校時代の1988年に学業を放棄し、騎手に転身する。同年9月にニューメキシコ州のサンタフェダウンズ競馬場で騎手としてデビューした。2年目からはネブラスカ州に拠点を移し、この年全米の見習い騎手中第2位の成績を挙げる。
その後中部地区で頭角を現し、1994年と1995年にはアーカンソーダービー（G2）を連覇。1995年にはオークローンパーク競馬場で通算1000勝を達成した。
1997年、オナーグライドに騎乗し、中部地区三冠とされるアメリカンダービー（G2）、アーリントンクラシック（G2）、セクレタリアトステークス（G1）を全て制し、同時にG1競走初勝利も果たした。さらにハリウッドパーク秋季開催のリーディングジョッキーに初めて輝いた。
1998年、拠点を西海岸のカリフォルニア州に移して騎乗を始めると、翌年から3年間の間にG1競走7勝を挙げる躍進を見せる。
2002年末頃より体重の維持に苦しみ始め、一時騎乗を停止する。2003年7月には薬物使用が露見し、21ヶ月間の騎乗停止とリハビリ施設入所を言い渡され、しばし競馬界から離れることとなった。
2004年末、薬物依存を克服し騎手として復帰。翌年秋にスティーヴィーワンダーボーイでブリーダーズカップ・ジュヴェナイル、アーティーシラーでブリーダーズカップ・マイルを制し、ブリーダーズカップ初制覇を果たした。
2006年、落馬負傷したジョン・ヴェラスケスに代わりトッド・プレッチャー厩舎の主戦騎手を務め、G1競走を5勝。この年2010万ドルを稼ぎ出し、全米最多獲得賞金騎手となった。翌年もミッドナイトルートでブリーダーズカップ・スプリント、インディアンブレッシングでブリーダーズカップ・ジュヴェナイルフィリーズを制し、賞金も前年を上回る2280万ドルを獲得。2年連続の最多獲得賞金騎手、さらに前年逃したエクリプス賞最優秀騎手のタイトルを初受賞した。
2008年、9月28日には通算3000勝を達成。さらにこの年のブリーダーズカップでは新設競走を含む4競走を制し、翌1月には2年連続のエクリプス賞を受賞した。また、この年には日本でも初騎乗している。
2009年、12月6日に阪神競馬場の第4レースでヤマニンシャスールに騎乗して、中央競馬初勝利を挙げる。
2015年、騎手を引退した。
2016年12月14日、アリゾナ州トゥーソン近くのカジノホテルで死去。44歳没。薬物の過剰摂取が原因。

## 主な騎乗馬
G1競走優勝馬
※括弧内はゴメス騎乗時の優勝G1競走
- オナーグライド（1997年セクレタリアトステークス）
- ラヴザットレッド（1999年マリブステークス）
- スキミング（2000年パシフィッククラシック、2001年パシフィッククラシック）
- シンディーズヒーロー（2000年デルマーデビュータントステークス）
- プレンティーオブライト（2000年スピンスターステークス）
- ゴールデンアップルズ（2001年デルマーオークス）
- デノン（2002年チャールズウィッティンガムハンディキャップ）
- スティーヴィーワンダーボーイ（2005年デルマーフューチュリティ（当時G2）、ブリーダーズカップ・ジュヴェナイル）
- テイストオブパラダイス（2005年ヴォスバーグステークス）
- ボレゴ（2005年ジョッキークラブゴールドカップ）
- アーティーシラー（2005年ブリーダーズカップ・マイル）
- プッシーキャットドール（2005年ラブレアステークス、2007年サンタモニカハンデキャップ）
- ボブアンドジョン（2006年ウッドメモリアルステークス）
- シニスターミニスター（2006年ブルーグラスステークス）
- イングリッシュチャンネル（2006年JHターフクラシック招待）
- ウェイトアワイル（2006年アメリカンオークスインビテーショナルステークス、イエローリボンステークス）
- サーキュラーキー（2006年ホープフルステークス）
- マグニフィセントソング（2006年ガーデンシティハンデキャップ）
- オージールールズ（2006年シャドウェルターフマイルステークス）
- アシュカルウェイ（2006年サイテーションハンデキャップ）
- ディスクリートキャット（2006年シガーマイルハンデキャップ）
- ボボマン（2006年ハリウッドターフカップハンデキャップ）
- ラグズトゥリッチズ（2007年ラスヴァージネスステークス、サンタアニタオークス、ケンタッキーオークス）
- エニーギヴンサタデー（2007年ブルックリンハンデキャップ（G2）、ドワイヤーステークス（G2）、ハスケル招待ハンデキャップ）
- マジェスティックウォリアー（2007年ホープフルステークス）
- ジョージーボーイ（2007年デルマーフューチュリティ）
- インディアンブレッシング（2007年フリゼットステークス、ブリーダーズカップ・ジュヴェナイルフィリーズ）
- パンティーレイド（2007年スピンスターステークス）
- ミッドナイトルート（2007年ブリーダーズカップ・スプリント、2008年ブリーダーズカップ・スプリント）
- サンリヴァー（2007年ハリウッドターフカップハンデキャップ）
- ナショバズキー（2008年サンタマルガリータインビテーショナルハンデキャップ）
- ヴェンチュラ（2008年ジャストアゲームステークス、ブリーダーズカップ・フィリー&メアスプリント（格付なし））
- ブラックマンバ（2008年ジョン・C・マビーハンデキャップ）
- カーネルジョン（2008年トラヴァーズステークス）
- ゴービトゥイーン（2008年パシフィッククラシック）
- ミッドシップマン（2008年ブリーダーズカップ・ジュヴェナイル）
- キンセールキング（2010年ドバイゴールデンシャヒーン）
- ブレイム（2010年スティーブンフォスターハンデキャップ、ホイットニーハンデキャップ、ブリーダーズカップ・クラシック）

重賞競走優勝馬
※括弧内はゴメス騎乗時の優勝重賞競走
- ダズリングフォールズ（1995年アーカンソーダービー）
- バドロワイヤル（1999年グッドウッドステークス（当時G2））
- ヘルシーアディクション（2005年レディーズシークレットステークス（当時G2））
- フォーティナイナーズサン（2007年サンルイレイハンデキャップ）
- アルバータスマクシマス（2007年ブリーダーズカップ・ダートマイル）
- ジオポンティー（2008年ヒルプリンスステークス）

## 主な受賞
- エクリプス賞最優秀騎手賞（2007年、2008年）
- 全米最多獲得賞金騎手2回（2006年、2007年）